# Hard Rock Bottom
Hard Rock Bottom es el sexto álbum de estudio de larga duración de la banda de punk rock americana No Use for a Name lanzado a la venta el 16 de junio de 2002. Para el grupo es el quinto álbum de estudio en Fat Wreck Chords. 
Luego de la salida de Chris Shiflett para integrarse a Foo Fighters, este es el primer disco de la banda con Dave Nassie. 
La canción número 9, "This Is a Rebel Song", cuenta con la colaboración de Karina Denike de Dance Hall Crashers. "Dumb Reminders" y su videoclip fue puesto a la venta y muestra características en donde los fanáticos se ven enojados.

## Listado de canciones
1. "Feels Like Home" – 1:04
2. "International You Day" – 2:52
3. "Pre-Medicated Murder" – 1:58
4. "Dumb Reminders" – 2:49
5. "Any Number Can Play" – 2:38
6. "Friends of the Enemy" – 3:27
7. "Angela" – 2:45
8. "Let Me Down" – 2:58
9. "This Is a Rebel Song" – 2:24 (Sinéad O'Connor cover)
10. "Solitaire" – 2:46
11. "Undefeated" – 2:54
12. "Insecurity Alert" – 3:11
13. "Nailed Shut" – 2:41

## Formación
- Tony Sly - voces, guitarra
- Dave Nassie - guitarra
- Matt Riddle - bajo
- Rory Koff - batería